# Authon-du-Perche
Authon-du-Perche ist eine französische Gemeinde mit 1.482 Einwohnern (Stand: 1. Januar 2022) im Département Eure-et-Loir in der Region Centre-Val de Loire. Sie gehört zum Arrondissement Nogent-le-Rotrou und zum Kanton Brou. Die Einwohner werden Authonniers genannt.
Sie entstand als namensgleiche Commune nouvelle mit Wirkung vom 1. Januar 2019 durch die Zusammenlegung der bisherigen Gemeinden Authon-du-Perche und Soizé, die in der neuen Gemeinde den Status einer Commune déléguée haben. Der Verwaltungssitz befindet sich im Ort Authon-du-Perche.

## Gliederung
| Ortsteil                           | ehemaliger INSEE-Code | Fläche (km²) | Einwohnerzahl zum 1. Januar 2022 |
| ---------------------------------- | --------------------- | ------------ | -------------------------------- |
| Authon-du-Perche (Verwaltungssitz) | 28018                 | 16,69        | 1.146                            |
| Soizé                              | 28376                 | 18,13        | .0336                            |

## Geographie
Authon-du-Perche liegt etwa 51 Kilometer westsüdwestlich von Chartres in der Perche. Im Norden entspringt das Flüsschen Rhône, im Süden die Sonnette. Umgeben wurde das bisherige Authon-du-Perche von den Nachbargemeinden Coudray-au-Perche im Norden und Nordwesten, Béthonvilliers im Norden, Beaumont-les-Autels im Nordosten, Charbonnières im Osten, Soizé im Süden sowie Saint-Bomer im Westen.
Durch die Gemeinde führt die Autoroute A11.

## Gemeindepartnerschaften
Mit der deutschen Gemeinde Schnürpflingen in Baden-Württemberg bestehen freundschaftliche Verbindungen.